# Rogier (métro de Bruxelles)
Rogier est une station des lignes 2 et 6 du métro de Bruxelles située à Bruxelles, sur les communes de Saint-Josse-ten-Noode et Bruxelles-ville.
La station est aussi desservie par l'axe nord-sud du prémétro de Bruxelles, tunnel emprunté par les lignes 4, 10, 25 et 55 du tramway de Bruxelles.

## Situation
La station se trouve sous la Place Charles Rogier, qui porte le nom d'un homme politique belge du XIXe siècle.
Elle est située :
- entre les stations Botanique et Yser sur les lignes 2 et 6 du métro de Bruxelles ;
- entre les stations Gare du Nord et De Brouckère de l'axe nord-sud du prémétro de Bruxelles, emprunté à cet endroit par les lignes 4 et 10 du tramway de Bruxelles ;
- elle constitue enfin le terminus des lignes 25 et 55 du tramway de Bruxelles précédant la station Gare du Nord, ces deux lignes empruntant elles aussi le prémétro.

## Histoire
La station de métro est mise en service le 18 août 1974, celle du prémétro le 4 octobre 1976. En 1988, à la suite de la mise en service de la ligne 2 du métro, le prémétro n'existe plus entre Rogier et Louise, ce qui entraîne une suppression ou un changement de direction sur de nombreuses lignes de tramway qui empruntaient cette portion à l'époque. Mais l'axe Nord-Sud existe encore. À la suite de l' arrivée de la ligne 90 du tramway, une station en impasse a été créée, qui comportait à l'époque trois voies qui, entre 2007 et 2008, à la suite de l'arrivée de la ligne 25 qui remplacera la ligne 90 et la ligne 55 à l'époque était terminus ucclois Silence (Crematorium) soit raccourcie, la quatrième voie en impasse a été crée pour offrir une fréquence plus important.

## Service aux voyageurs

### Accès
La station compte sept accès :
- Accès no 1 : situé devant l'entrée du centre commercial City 2 (accompagné d'un escalator, un ascenseur est installé à proximité) ;
- Accès nos 2 et 3 : situés boulevard Adolphe Max (accompagné d'un escalator pour le second) ;
- Accès nos 4 et 7 : situés place Charles Rogier (accompagné d'un escalator chacun, un ascenseur est installé à proximité du second) ;
- Accès no 5 : situé boulevard d'Anvers ;
- Accès no 8 : situé sous l'auvent de la place Rogier.

### Quais
La station est configuration particulière, car établie sur trois niveaux :
- Niveau -1 : Station des lignes 2 et 6 du métro, avec deux voies encadrées par deux quais latéraux et un quai central ;
- Niveau -2 : Station terminus en cul-de-sac des lignes 25 et 55 du tramway, avec pour chacune deux voies encadrées par des quais latéraux d'un côté et un quai central commun aux deux lignes de l'autre ;
- Niveau -3 : Station du prémétro, avec deux voies encadrées par deux quais latéraux et un quai central ;

### Intermodalité
La station est desservie par les lignes 58, 61 et 88 des autobus de Bruxelles et par les lignes de bus R14, R15, R29, R30, R31, R40, R41, R45, R50, R60, R90, X60, 126, 127, 128, 270, 271, 272, 318, 410, 714 et 620 la nuit du réseau De Lijn.

## Œuvre d'art
Le Zigzagramme (art contemporain).

## À proximité
- Le centre commercial City 2, qui communique directement avec la station
- L'hôtel Sheraton
- L'hôtel Hilton, 20 Place Rogier
- L'hôtel Crowne Plaza
- La rue Neuve
- L'Université Saint-Louis - Bruxelles

## Projet
À terme, la station accueillera la future ligne 3 du métro de Bruxelles.